# Drogues légales
 (septembre 2009).
Si vous disposez d'ouvrages ou d'articles de référence ou si vous connaissez des sites web de qualité traitant du thème abordé ici, merci de compléter l'article en donnant les références utiles à sa vérifiabilité et en les liant à la section « Notes et références ».
Il existe des drogues légales. Celles-ci peuvent avoir des effets similaires à certaines drogues proscrites ou peuvent tout simplement posséder un ou plusieurs effets distincts, qui leur sont proprement attribués. Les drogues légales les plus fréquentes sont sans doute l'alcool et le tabac, dont les principes actifs sont respectivement l'alcool éthylique et la nicotine.

## Stimulants
Parmi la classe des stimulants, on retrouve, entre autres, la caféine et la nicotine. Dans celle des agents dits « intoxicants » et « hallucinogènes », il y a la salvia divinorum, plante dont l'usage provoque des hallucinations intenses, l'ipomoea tricolor, la noix de muscade, le kratom, ou encore le datura, très toxique et très fréquent en plante d'intérieur ou d'extérieur pour son aspect décoratif.

## Médicaments
Les médicaments peuvent être utilisés à des fins récréatives, notamment les benzodiazépines (Lexomil, Valium), utilisés pour leurs effets secondaires (ivresse, euphorie, grande relaxation, sensation d'être « mou »). Le zolpidem, dérivé des benzodiazépines, plus connu sous le nom d'« Ambien », est une drogue connue notamment aux États-Unis, où de nombreuses vidéos postées sur le web rapportent les effets de ce médicament (relaxation intense, hallucinations, euphorie, etc.).
D'autres médicaments opioïdes, contenant notamment de la codéine ou du tramadol, font l'objet d'une consommation récréative, notamment pour le tramadol qui agit, en plus des effets des opiacés, sur la recapture de la sérotonine, à la manière de beaucoup d'antidépresseurs. Ces médicaments, bien que soumis à des prescriptions médicales, sont facilement accessibles et constituent donc une drogue plus ou moins légale, bien que leur utilisation à des fins récréatives soit prohibée.
Le dissociatif dextrométhorphane (DXM) est quant à lui aussi légal mais nécessite une ordonnance.

## Solvants
De nombreux solvants, tels que l'éther diéthylique, l'essence F, le butane, le protoxyde d'azote ainsi que certaines colles, aérosols ou nettoyants chimiques, servent aux toxicomanes ou aux jeunes adolescents à se « shooter ». Les solvants sont pourtant des drogues dites sales, extrêmement dangereuses en inhalation, puisque leur mode d'action, contrairement aux autres drogues qui agissent sur des récepteurs, est de détruire les neurones, provoquant un effet shoot.

## Réglementation
En France, ainsi que dans d'autres pays, la détention de certains de ces produits est strictement réglementée.
C'est le cas pour les anesthésiques et les antidépresseurs.
Cependant la détention de ces produits à des fins d'usage récréatif est condamnée dans la plupart des pays.